# No cry No more
Singles de AAA
Daiji na Koto
(2011) Call / I4U
(2011)
No cry No more est le 28esingle du groupe AAA sorti sous le label Avex Trax le 22 juin 2011 au Japon. Il sort en format CD, CD+DVD Type A, CD+DVD Type B, CD mu-mo A ver. et CD mu-mo B ver. Il arrive 3e à l'Oricon avec 47 498 exemplaires vendus la première semaine et reste classé 6 semaines pour un total de 57 073 exemplaires vendus.

## Liste des titres
| 1. | No cry No more                | 5:05 |
| 2. | ID                            | 4:16 |
| 3. | SUNSHINE                      | 4:05 |
| 4. | No cry No more (Instrumental) | 5:05 |
| 5. | ID (Instrumental)             | 4:15 |

| 1. | No cry No more                | 5:05 |
| 2. | ID                            | 4:16 |
| 3. | No cry No more (Instrumental) | 5:05 |
| 4. | ID (Instrumental)             | 4:15 |

| 1. | No cry No more (Music Clip)               |  |
| 2. | No cry No more (Music Clip Making part.1) |  |

| 1. | No cry No more (Music Clip Making part.2) |  |
| 2. | Another side of “Buzz Communication”      |  |

| 1. | No cry No more                               |  |
| 2. | ID                                           |  |
| 3. | Think about AAA 5th Anniversary ～season 8～ |  |

| 1. | No cry No more                               |  |
| 2. | ID                                           |  |
| 3. | Think about AAA 5th Anniversary ～season 9～ |  |